# Choristostigma disputalis
Choristostigma disputalis är en fjärilsart som beskrevs av Barnes och Mcdunnough 1917. Choristostigma disputalis ingår i släktet Choristostigma och familjen Crambidae. Inga underarter finns listade i Catalogue of Life.